# Фармација
Фармација (грч. φάρμακον, pharmakon, лек) је здравствена струка која повезује медицинске и хемијске науке, чији је циљ да обезбеди безбедно и ефикасно коришћење лековитих средстава. Опсег фармацеутске делатности укључује традиционалне улоге припреме и издавање лекова, али и савремене области у вези са бригом о пацијентима, укључујући клиничке услуге, проверу безбедности и ефикасности лекова и обезбеђивање информација о лековима. Фармацеути су, стога, стручњаци за терапију лековима и професионалци укључени у примарну здравствену заштиту који оптимизују употребу лекова ради осигурања позитивног по пацијента исхода лечења. Реч фармација се у неким земљама користи и као име за апотеку.

## Дисциплине
Фармација се може поделити на 3 примарне дисциплине:
- Фармацеутска технологија
- Фармацеутска хемија и фармакогнозија
- Примењена фармација

Границе између ових дисциплина и сродних наука, као што је биохемија нису увек прецизне, и често у истраживањима учествују тимови састављени од стручњака из различитих области.
Фармакологија се понекад сматра четвртом фармацеутском дисциплином. Мада је фармакологија суштинска за студије фармације, она није специфична за фармацију, па се чешће сматра пољем ширих наука од фармације.

## Фармацеути
Фармацеути су високообразовани и обучени здравствени радници који обављају различите послове ради обезбеђивања оптималних резултата лечења за своје пацијнте. Фармацеути могу поседовати апотеку у којој и раде.
Међународно удружење фармацеута је FIP – Fédération Internationale Pharmaceutique. На националном нивоу организовани су у струковне организације попут Краљевског удружења фармацеута Велике Британије, Фармацеутске гилде Аустралије или Америчке фармацеутске асоцијације. У Србији је обавезно чланство у Фармацеутској комори Србије за све фармацеуте који раде као здравствени радници, а поред Коморе постоји и Фармацеутско друштво Србије у коме је чланство добровољно. Фармацеутска удружења могу бити и задужена за издавање одговарајућих лиценци (нпр. Краљевско фармацеутско друштво Велике Британије или Фармацеутска комора Србије).

## Историја фармације

### Фармација у Европи
Прве апотеке у Европи почеле су да се појављују током 12. века. Сматра се да је прва апотека основана 1221. године у цркви Санта Мариа Новела у Фиренци, Италија, која је данас музеј парфема.
Од старих апотека, још увек раде: апотека у Дубровнику, Хрватска, која је отворена 1317. године а налази се у склопу фрањевачког манастира и апотека на Градском тргу у Талину, Естонија, за коју се сматра да је отворена најкасније 1422. године
Прва држава са модерном здравственом политиком, по којој састав лека мора да буде јаван, била је Република Венеција.

### Исламска фармација
Прве апотеке отворили су муслимански фармацеути у Багдаду 745. године.
Напредак који су остварили муслимански хемичари у ботаници и хемији омогућио је исламским лекарима развој фармакологије. Тако је, на пример, Muhammad ibn Zakarīya Rāzi (865—915), промовисао употребу хемијских једињења у медицинске сврхе. Abu al-Qasim al-Zahrawi (936—1013) је био пионир у припремању лекова сублимацијом и дестилацијом. Његов Liber servitoris је посебно значајан јер садржи рецепте и објашњава како се справљају основне лековите супстанце од којих су се касније правили сложени лекови који су били у општој употреби. Ibn Sahl је први лекар који је иницирао прављење фармакопеје, описујући велики број лековитих супстанци. Al-Biruni (973—1050) је написао једну од најважнијих исламских фармакопеја под називом Kitab al-Saydalah (Књига лекова), где је дао детаљне податке о особинама лекова и истакао значај фармације и улогу и дужности фармацеута. Ибн Сина (Авицена) је описао најмање 700 лековитих препарата, њихове особине, начин деловања и индикације. У свом Канону медицине посветио је једну књигу једнокомпонентним лековима. Радови al-Maridini-ја и Ibn al-Wafid-а су због свог значаја имали преко педесет издања на латинском под насловом De Medicinis universalibus et particularibus (О општим и специјалним лековима) и Medicamentis simplicibus (Једноставни лекови). Петар из Абана (1250—1316) је превео и допунио рад al-Maridini-ја под насловом De Veneris. Al-Muwaffaq-ов допринос је био такође пионирски. Живео је у десетом веку и написао Основе правих особина лекова, између осталог описујући оксид арсена, а био је фамилијаран и са силикатном киселином. Разликовао је натријум карбонат и калијум карбонат, упозоравао на токсично дејство једињења бакра (нарочито бакар сулфата) и олова. Као куриозитет, писао је и о употреби дестилације морске воде за добијање воде за пиће.

### Грчка фармација
У античкој Грчкој, лечењем су се бавили травари. Вероватно најважнији, међу траварима, био је Диоклес (4. век п. н. е.) који се сматра аутором свих грчких фармакотерапијских списа тог доба.
Грчки лекар Диоскоридес аутор је медицинског приручника који се састоји од пет томова, под називом Материа Медика. Ово дело је била полазна основа за многе средњовековне списе, а допуњавали су га многи научници средњег истока из времена Исламског златног доба.

### Кинеска фармација
Фармација у Кини има древне корене, и развила се из кинеске алхемије. Шенонг је први који је тестирао стотине биљака да би проверио њихова лековита својства (верује се да их је проверавао на себи), чиме је започео развој традиционалне кинеске медицине. Најпознатије дело које му се приписује је Класичне биљке божанског ратара (енгл. The Divine Farmer's Herb-Root Classic). Ово дело се сматра првом кинеском фармакопејом, и укључује 365 лекова добијених из минерала, биљака и животиња.

### Јапанска фармација
У древном Јапану су особе аналогне данашњем фармацеуту биле високо поштоване. Место фармацеута у друштву је било одређено одговарајућим кодовима, а ранг при краљевском двору се није мењао од прехаијанског периода (794) до Меиџи обнове (1868). У овој високо стабилној хијерархији фармацеути (па чак и помоћници фармацеута) били су вредновани изнад осталих здравствених радника укључујући и лекаре и акупунктуристе, па чак и личне краљеве лекаре.

## Типови фармацеутске делатности
Фармацеути раде на различитим пољима укључујући апотеке, болнице, старачке домове, фармацеутску индустрију и регулаторне агенције.

### Болничке апотеке
Апотеке које су у склопу болница значајно се разликују од јавних апотека. Док фармацеути у јавним апотекама имају више проблема око организације посла и односа са купцима/пацијентима, дотле фармацеути у болничким апотекама имају комплексније задатке који се односе на лекове за клиничко лечење.
Због сложености лекова у болничком лечењу, укључујући посебне индикације, ефективност, режим дозирања, интеракције, и однос пацијента према лечењу, многи фармацеути завршавају специјалистичке студије да би радили као болнички фармацеути.
Болничке апотеке се по правилу налазе у оквиру болница, и складиште веће количине лекова (и специфичније лекове) него јавне апотеке. Болнички фармацеути (и фармацеутски техничари) израђују стерилне фармацеутске облике, укључујући препарате за тоталну парентералну исхрану, и друге препарате за интравенску примену. Овај процес поред стручног особља захтева и адекватне услове и обезбеђење квалитета. Због тога неке болнице имају посебне уговоре са специјализованим компанијама које испуњавају сва три наведена услова.

### Клиничка фармација
Клинички фармацеут обезбеђује директну фармацеутску негу пацијентима која оптимизује употребу лекова и промовише здравље, добробит и превенцију болести. Клиничка фармација је започела у болницама, али је данас укључена у све сегменте здравствене неге. Клинички фармацеути тесно сарађују са лекарима и другим здравственим радницима (хирурзима, сестрама...), и саставни су део интегралног приступа бризи о пацијентима.

### Галенска фармација
Галенска фармација представља израду нових лековитих облика. Нпр., ако произвођач продаје свој лек само у облику таблета, а пацијент има проблема са гутањем, могуће је направити такав препарат у облику лизалице.
Галенска израда у оквиру апотеке и за појединачног пацијента (по лекарском рецепту) се назива магистрална израда.

### Консултантска фармација
Консултантска фармација се фокусира на прилагођавање режима дозирања уместо на само издавање лекова. Консултантски фармацеути махом раде у старачким домовима, али их је све више и у другим институцијама. Традиционално су консултантски фармацеути били самостални предузетници, али данас у Сједињеним државама раде и за велике компаније које се баве фармацеутски менаџментом. Како консултантски фармацеути све више раде директно са пацијентима (јер старији пацијенти који користе велики број различитих лекова не прелазе у старачке домове), консултантски фармацеути се враћају самосталном послу.
Неке јавне апотеке запошљавају консултантске фармацеуте или нуде сопствене консултантске услуге.

### Интернет фармација
Око 2000. године је почела експанзија Интернет апотека широм света. Велики број оваквих апотека је сличан јавним апотекама, штавише многе Интернет апотеке су заправо Интернет стране реалних апотека, које своје услуге нуде пацијентима на мрежи и онима који дођу лично. Главна разлика је у начину на који се тражи и доставља лек. Неки купци сматрају посету Интернет апотеци приватнијом и згоднијом од одласка у праву апотеку, где би други купци могли да виде које они лекове узимају. Интернет апотеке се и препоручују неким пацијентима (нарочито лежећим) од стране њихових лекара.
Док већина Интернет апотека захтева валидан рецепт за лекове који се издају само на рецепт, неке Интернет апотеке не захтевају рецепт. Купци који желе да избегну непријатности одласка код лекара или желе да купе лекове које им лекар не би преписао, користе услуге таквих Интернет апотека. Оваква пракса се оцењује као лоша, јер се сматра да само лекар може да поуздано одмери контраиндикације, ризик/корист однос и уопште да ли неки болесник заиста треба да добије одређени лек.
Посебно брине лакоћа са којом особе (нарочито омладина) могу доћи до контролисаних лекова без одговарајућег рецепта. Постоје случајеви где лекар издаје електронски рецепт путем Интернета „пацијенту“ кога никада није видео. Да би у Сједињеним Државама рецепт за контролисане супстанце био важећи мора га издати лекар са лиценцом, за одговарајућу дијагнозу у легитимном доктор-пацијент односу. Остављено је појединачним државама да дефинишу валидан лекар-пацијент однос. Од апотека се захтева провера исправности рецепта.
Отвореност тржишта омогућује да становници земаља са скупљим лековима купују лекове у Интернет апотекама регистрованим у земљама са нижим ценама. Тако многи Американци купују лекове од Интернет продавница регистрованих у Канади, Израелу, Индији или Уједињеном Краљевству. Мада је увоз забрањен од стране Агенције за храну и лекове САД, ова забрана се примењује на компаније – увознике, а не на потрошаче. Нема података да је иједан Американац био кажњен због куповине канадских лекова за које је имао одговарајући рецепт.

### Ветеринарске апотеке
Ветеринарске апотеке могу потпадати под категорију болничке или малопродајне апотеке. Имају различите врсте и различите јачине лекова, ради задовољења потреба лечења животиња. Због посебних потреба животиња и прописа за ветеринарску медицину, ветеринарске апотеке су често одвојене од обичних апотека.

### Радиофармацеутика
Главна област радиофармацеутике је справљање радиоактивних препарата (радиофармацеутици) за дијагностичке тестове и лечење. Фармацеути у овој области пролазе посебну обуку за рад са радиоактивним материјалима и по правилу не раде непосредно са пацијентима.

### Војна фармација
Услови рада у војној фармацији у потпуности се разлику у односу на цивилни сектор. На западу већину послова које иначе обавља фармацеут преузимају фармацеутски техничари.

### Фармакоинформатика
Фармакоинформатика представља комбинацију фармацеутске праксе и примењене информатике. Фармакоинформатичари раде у различитим фармацеутским пољима, као и у информатичким одељењима здравствених установа или у одељењима за подршку здравственом сектору информатичких компанија. Као специјализована дисциплина, фармакоинформатика се убрзано развија да би задовољила потребе великих националних и интернационалних здравствено-информатичких пројеката. Фармацеути који раде у фармакоинформатичком сектору су посебно едуковани за учешће у развоју, имплементацији и оптимизацији система за медицински менаџмент.

## Спорна питања

### Одвајање прописивања и издавања лекова
Многи правни системи захтевају раздвајање прописивања и издавања лекова. Ови правни системи постављају и захтев да једино фармацеути могу грађане снабдевати лековима, и да не могу бити удружени са лекарима. Америчка лекарска асоцијација дозвољава лекарима да дају пацијентима лекове у ординацији све док не злоупотребљавају пацијенте, при чему пацијент може одбити да прими лек у ординацији и тражити рецепт како би подигао лек у апотеци.
Друге земље, нарочито и Азији (Кина, Малезија, Сингапур), дозвољавају лекарима издавање лекова и фармацеутска пракса је често интегрисана са лекарском (посебно у традиционалној кинеској медицини).
У Канади је уобичајено да су клиника и апотека смештене заједно и да имају истог власника, али добијају одвојене дозволе за рад.
Разлог за раздвајање прописивања и издавања лекова лежи у потенцијалном сукобу интереса. У супротном би лекар поставио што више дијагноза како би продао што више лекова, што се директно коси са интересима пацијента и циљем да се избегне непотребно лечење где год је то могуће.
Док је у неким земљама кампања за раздвајање већ дала резултате (нпр. у Кореји), дотле у другим земљама (као у Малезији) лекарски лоби представља јаку сметњу оваквом раздвајању.

### Будућност фармације
У деценијама пред нама очекује се да ће фармацеути бити јаче интегрисани у здравствени систем. Уместо простог издавања лекова, фармацеути ће бити плаћени за учешће у нези пацијената.
До овог помака је већ дошло у неким земљама; тако фармацеуте у Аустралији плаћа влада за ревизију кућних лекова. У Уједињеном Краљевству фармацеути могу након дошколовавања преписивати лекове. Као и у Аустралији, влада их плаћа и за ревизије лекова које грађани користе. У САД фармацеутска нега има растући утицај на фармацеутску праксу. Штавише, звање доктора фармације је сада обавезно за обављање апотекарске праксе и многи фармацеути завршавају једногодишње или двогодишње курсеве након дипломирања. И фармацеути-консултанти који су раније по правилу радили у старачким домовима сада прелазе на директан рад са пацијентима, под именом „фармацеутска нега старијих“.

## Симболи
Симболи који се најчешће повезују са фармацијом разликују се од земље до земље и обухватају тарионик и пистил, ознаку за рецепт, Хигијину чашу или зелени грчки крст
- Зелени грчки крст
- Тарионик са пистилом
- Симбол рецепта
- Стилизовано „А“ у употреби у Немачкој
- Кадуцеј (погрешно коришћен)
- Ескулапов штап
- Висећа грудва

### Остало
- Rph are us Интерактивна мрежа фармацеута и студената фармације – четови, блогови, форуми и сл.
- Pharmaclips Портал са информацијама о медицини и лековима.
- PharmWeb Архивирано на веб-сајту  (4. март 2010) Фармацеутске информације.
- The Virtual Library of Pharmacy Обиман индекс података у вези са фармацијом, укључујући информације о пословима, фармацеутским факултетима и компанијама, удружењима и конференцијама.
- Pharmacist's Letter Непристрасне информације засноване на истраживањима о новостима из фармакотерапије.